# Левашов-Туманов, Георгий Вадимович
Георгий Вадимович Левашов-Туманов (груз. გიორგი ლევაშოვ-თუმანიშვილი; настоящая фамилия Левашов-Туманишвили; 30 октября 1943, Тбилиси — 5 января 2023, Тбилиси) — советский и грузинский кинорежиссёр и сценарист.

## Биография
Племянник Михаила Туманишвили. Представитель княжеского рода Туманишвили.
Окончил Грузинский институт театрального искусства (1976, факультет кино). До этого в 1963 году окончил Тбилисский государственный университет, а в 1971 году государственную художественную академию.
6 февраля 2003 года со стороны «Российского императорского дома» (потомков великого князя Кирилла Владимировича) Георгию Левашову-Туманишвили (потомку рода князей Туманишвили по женской линии) были предоставлены «сословные права и титул усыновившего его родственника, князя Григория Димитриевича Туманишвили (Туманова), с разрешением усыновлённому, с его законной супругой Мариной Дмитриевной (урожд. княжной Цицишвили) и сыном их Дмитрием и прямым нисходящим законным потомством, включая родившихся до пожалования, носить фамилию и титул князей Тумановых-Левашовых».
Скончался 5 января 2023 года.

## Фильмография

### Режиссёрские работы
- 1976 — Шаги
- 1999 — Премьера
- 1979 — Люба Нижарадзе
- 1982 — Эксперимент — документальный фильм об «абашском эксперименте»
- 1983 — И падал снег над белыми садами
- 1986 — Лунный глобус
- 1987 — Мы ли это?
- 1993 — Счастливая деревня

### Сценарии
- 1993 — Счастливая деревня

## Награды
- Государственная премия Грузии
- первый приз на кинофестивале Кьянчано де Терми
- первый приз на фестивале в Монте-Карло и т. д.